# 菜月理子
菜月 理子（なつき りこ、1989年3月27日 - ）は日本のグラビアアイドル。東京都出身。株式会社NASAエンターテインメント所属。

## 来歴
- 伊藤百合南として活動していたが、2007年に引退。その後、2010年1月に改名し再デビューを果たす。
- ももドル（太股アイドル）を自称する。
- ブログの記事は2012年11月2日[1]を最後に更新していない[2]。
- クラシックバレエをやっており、180°の開脚ができた[3]。

## 人物

### チャームポイント
- ぷっくりお尻

### 趣味
- 海外ゴシップ紙を読む事
- 自分磨き
- お料理
- カラオケ
- 音楽を聴く事[4]

### 特技
1. クラシックバレエ
2. 油絵を描くこと
3. ゴルフ
4. 乗馬
5. HipHopダンス
6. 昔チームを作ってストリートでダンスをしていた。
7. 3年間、吹奏楽部でトロンボーンを担当していた。

## 出演

### テレビ
- CSチャンネル[5]
  - 『エキサイティング グランプリ』日本映画キャンペーンユニット
  - 『拳銃少女』メンバー
  - 『愛しのメロンパン』#30 ゲスト　03/12(土)テレ朝チャンネル
  - 『水着DEしちゃお』

### 舞台
- 「プレイス 特別版〜海の家借りちゃいました〜」（2011年9月21日-25日、アクアスタジオ）
- アリスインプロジェクトxアフリカ座「ハッピーゴーアンラッキー」（2011年10月13日-16日、シアターKASSAI） - 和堂琥珀 役

## リリース作品

### DVD
1. ナッキー（竹書房、2010年1月22日）撮影バリ島
2. 恋想ナッキー （イーネットフロンティア、2010年4月23日）撮影バリ島
3. 絶対彼女（マックス、2010年8月27日）撮影　日本の温泉　河口湖
4. 夢想的彼女（トリコ、2011年1月22日）撮影タイのパタヤ
5. ももの月（エアーコントロール、2011年7月25日）撮影バリ島
6. 欲望の対象 （イーネットフロンティア、2012年1月25日）